# Maxime Chupin
Pour les articles homonymes, voir Chupin.
Maxime Chupin, né le 5 août 1989 à Cholet, en Maine-et-Loire, est un joueur français de basket-ball. Il évolue au poste d'ailier fort.

## Biographie
Maxime Chupin est issu du centre de formation de Cholet Basket et y fit ses débuts avec l'équipe professionnelle lors de la saison 2007-2008 (2 matchs en Pro A et 2 rencontres en Fiba EuroCup). La saison suivante, il est prêté à Aix Maurienne en Pro B avant de revenir à Cholet avec qui il remporte le titre de champion de France 2010 aussi bien avec l'équipe Espoirs qu'avec l'équipe Pro.
Lors de la saison 2010-2011, il tente l'aventure outre-Atlantique à l'université d'Irvine (Californie) en NCAA mais n'y dispute aucune rencontre officielle en raison d'avoir été rémunéré auparavant en France (en contradiction avec les règles du championnat universitaire américain qui se veut amateur).
Le 30 juin 2011, il signe un contrat de deux ans avec le club d'Angers BC 49 (Pro B).
En septembre 2013, il rejoint le club de Saint-Chamond Basket.

## Clubs successifs
- 2007-2008 :  Cholet Basket (Pro A)
- 2008-2009 :  Aix Maurienne (Pro B)
- 2009-2010 :  Cholet Basket (Pro A)
- 2010-2011 :  UC Irvine (NCAA)
- 2011-2012 :  Angers BC 49 (Pro B)

## Palmarès
- Champion de France de Pro A : 2010 avec Cholet Basket
- Vainqueur de la Semaine des As : 2008 avec Cholet Basket
- Champion de France Espoirs : 2010 avec Cholet Basket

## Sélection nationale
- Participation au Championnat d'Europe en 2007 avec l'équipe de France Junior à Madrid (6e)